# A la nanita nana
«A la nanita nana» es un villancico compuesto en honor al Niño Jesús, que posteriormente se volvió una canción de cuna popular en el mundo hispano.

## Origen
El compositor de la canción para voz y piano La nana, balada al niño Jesús fue José Ramón Gomis, nacido en Novelda, Alicante; la letra es de Juan Francisco Muñoz y Pabón. La Sociedad de Autores Españoles publicó la partitura en 1904.
La canción fue recopilada por el musicólogo Kurt Schindler en su obra "Folk music and poetry of Spain and Portugal",  tal como fue recogida por el autor en Medinaceli, Soria, alrededor de 1930. Alguien le cantó los ocho primeros compases de la melodía compuesta por José Ramón Gomis, y algunos versos de la letra.
Las primeras grabaciones de la canción son de 1931, interpretada por Marcos Redondo para la Casa Odeón, y de 1932, interpretada por Julio Vidal y su agrupación para La voz de su amo.
Existe un arreglo a cuatro voces mixtas titulado Fuentecilla que corres. Lo realizó Eduardo Cifre, en 1974 o 75, y es muy popular entre los coros españoles.

## VersiónThe Cheetah Girls
En el 2006 una versión corta de canción fue grabada por las cantantes Raven-Symoné, Adrienne Bailon, Sabrina Bryan, Kiely Williams (The Cheetah Girls) en compañía de la cantante mexicana Belinda para el álbum The Cheetah Girls 2, banda sonora de la película del mismo nombre, cuya interpretación también aparece en el filme.

### En la película
Después de que Marisol (Belinda) presentara su canción, el club en el que están pone de fondo la canción que le cantaban a Chanel (Adrienne Bailon) cuando era pequeña. Marisol y Chanel cantan juntas con el resto de las Cheetah Girls y llaman la atención de toda la gente alrededor.

### Posicionamiento
| Listas (2010)                    | Posición |
| -------------------------------- | -------- |
| iTunes Francia Soundtracks Songs | 36       |
| iTunes España Soundtracks Songs  | 20       |
| iTunes Italia Soundtracks Songs  | 86       |